# Дай (царство)
Дай (кит. упр. 代, пиньинь Dài) — сяньбийское царство, существовавшее в IV веке на территории Внутренней Монголии (Северный Китай).
Основателями царства Дай были выходцы из сяньбийского рода Тоба. Предполагается, что потомки этих сяньбийцев позднее основали государство Северная Вэй. В 376 г. царство Дай было завоёвано Ранней Цинь и прекратило своё существование.

## Правители Дай
| Посмертное имя (諡號 shìhào) | Личное имя                                         | Годы правления    | Эра правления (年號 niánhào) и годы эры |
| --- | -------------------------------------------------- | ----------------- | --------------------------------------- |
| Ханы народа Тоба (табгачей) 219—377 (цари Дай 305?—377) |                                                    |                   |                                         |
| Как известно, род Тоба был правящей династией царства Северная Вэй, основанного Тоба Гуем. Поэтому таблица династии Северная Вэй начинается с него, а не является продолжением данной таблицы. |                                                    |                   |                                         |
| Примечание: Все вожди почитались титулом императоров Вэйшу и Бэйши, которыми они никогда не были. Они обозначены здесь титулом ван 王(Wáng), который унаследовали все преемники Тоба Илу.      |                                                    |                   |                                         |
| Шэнь Юань-ван 神元王 Shényuánwáng | Тоба Ливэй 拓拔力微 Tuòbá Lìwéi                    | 219—277           | отсутствует                             |
| Примечание: Его храмовым именем было Ши-цзу (始祖 Shízǔ). Специальный столбец для храмового имени не создавался, поскольку он был единственным вождём до Тоба Гуя, носившим храмовое имя.      |                                                    |                   |                                         |
| Чжан-ван 章王 Zhāngwáng | Тоба Силу 拓拔悉鹿 Tuòbá Xīlù                      | 277—286           | отсутствует                             |
| Пин-ван 平王 Píngwáng | Тоба Чо 拓拔綽 Tuòbá Chuò                          | 286—293           | отсутствует                             |
| Сы-ван 思王 Sīwáng | Тоба Фу 拓拔弗 Tuòbá Fú                            | 293—294           | отсутствует                             |
| Чжао-ван 昭王 Zhāowáng | Тоба Лугуань 拓拔祿官 Tuòbá Lùguān                 | 294—307           | отсутствует                             |
| Му-ван 穆王 Mùwáng | Тоба Ито 拓拔猗(㐌 — 拖 без 手) Tuòbá Yītuo        | 295—305           | отсутствует                             |
| Му-ван 穆王 Mùwáng | Тоба Илу 拓拔猗盧 Tuòbá Yīlú                       | 295—316           | отсутствует                             |
| отсутствует | Тоба Пугэнь 拓拔普根 Tuòbá Pǔgēn                   | 316               | отсутствует                             |
| отсутствует | Тоба (без имени) 拓拔? Tuòbá ?                     | 316               | отсутствует                             |
| Пин Вэнь-ван 平文王 Píngwénwáng | Тоба Юйлюй 拓拔鬱律 Tuòbá Yùlǜ                     | 316—321           | отсутствует                             |
| Хуэй-ван 惠王 Hùiwáng | Тоба Хэжу 拓拔賀傉 Tuòbá Hèrù                      | 321—325           | отсутствует                             |
| Ян-ван 煬王 Yángwáng | Тоба Хэна 拓拔紇那 Tuòbá Hénǎ                      | 325—329 и 335—337 | отсутствует                             |
| Ле-ван 烈王 Lièwáng | Тоба Ихуай 拓拔翳槐 Tuòbá Yìhuái                   | 329—335 и 337—338 | отсутствует                             |
| Чжао Чэн-ван 昭成王 Zhāochéngwáng | Тоба Шэигянь (Шиицзянь) 拓拔什翼健 Tuòbá Shíyìjiàn | 338—377           | - Цзяньго (建國 Jiànguó) 338—377        |